# Santa Teresa del Bambin Gesù in Panfilo

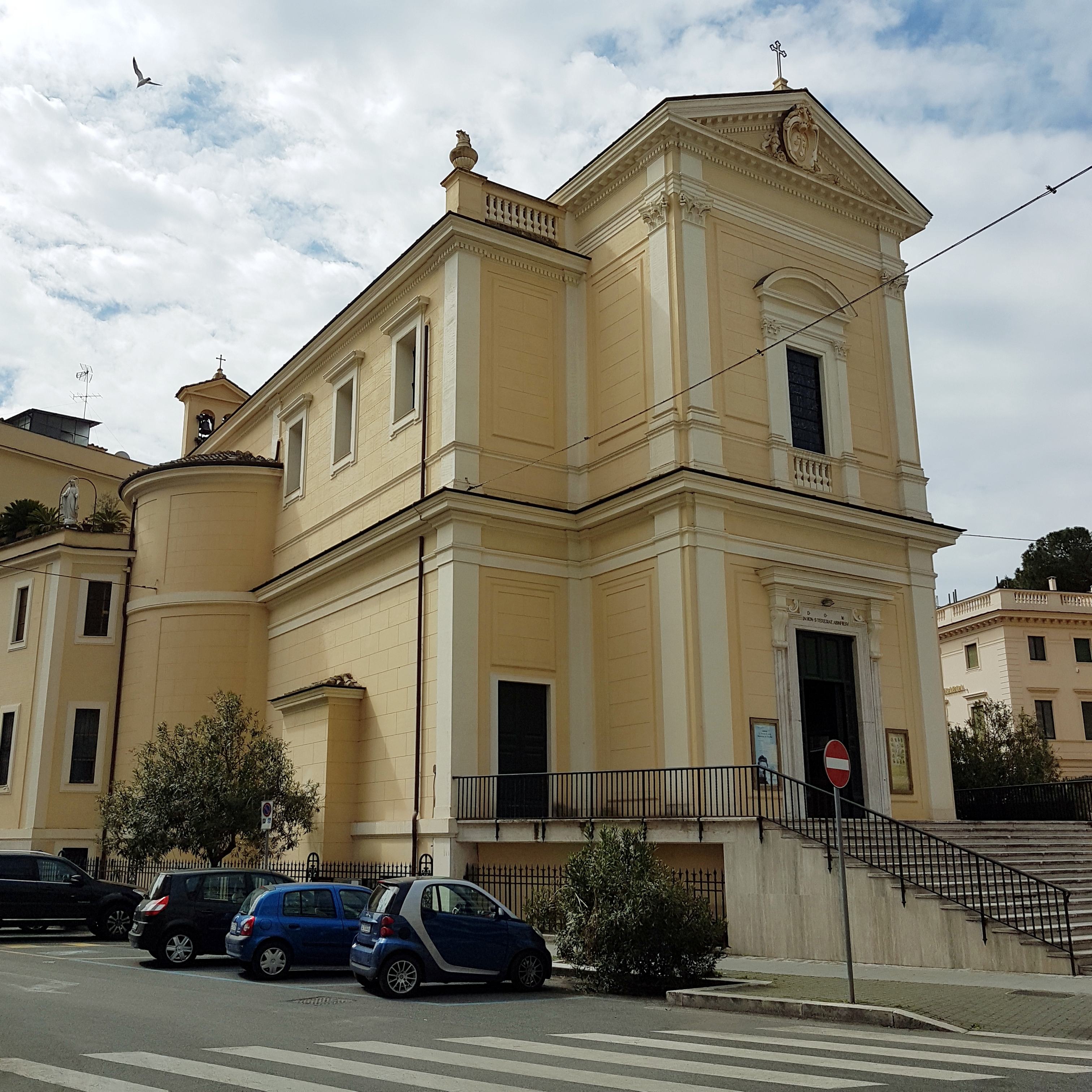
Vista da igreja.

Santa Teresa del Bambin Gesù in Panfilo, chamada também de Santa Teresa in Panfilo, é uma igreja de Roma localizada na esquina entre a Via Giovanni Paisiello e a Via Gaspare Spontini, no quartiere Pinciano. É dedicada a Santa Teresinha do Menino Jesus.

## História
O nome in Panfilo é uma referência à Catacumba de São Pânfilo, sobre a qual a igreja está construída, constituída por diversos túneis nos quais se encontram grafitos de peregrinos e inscrições funerárias. Provavelmente construída no século III, elas foram redescobertas por Antonio Bosio em 1594, mas só foram estudadas de fato a partir de 1865. Depois de um extensivo trabalho de escavação realizado por Enrico Josi em 1920, a decisão foi tomada de construir uma igreja no local.

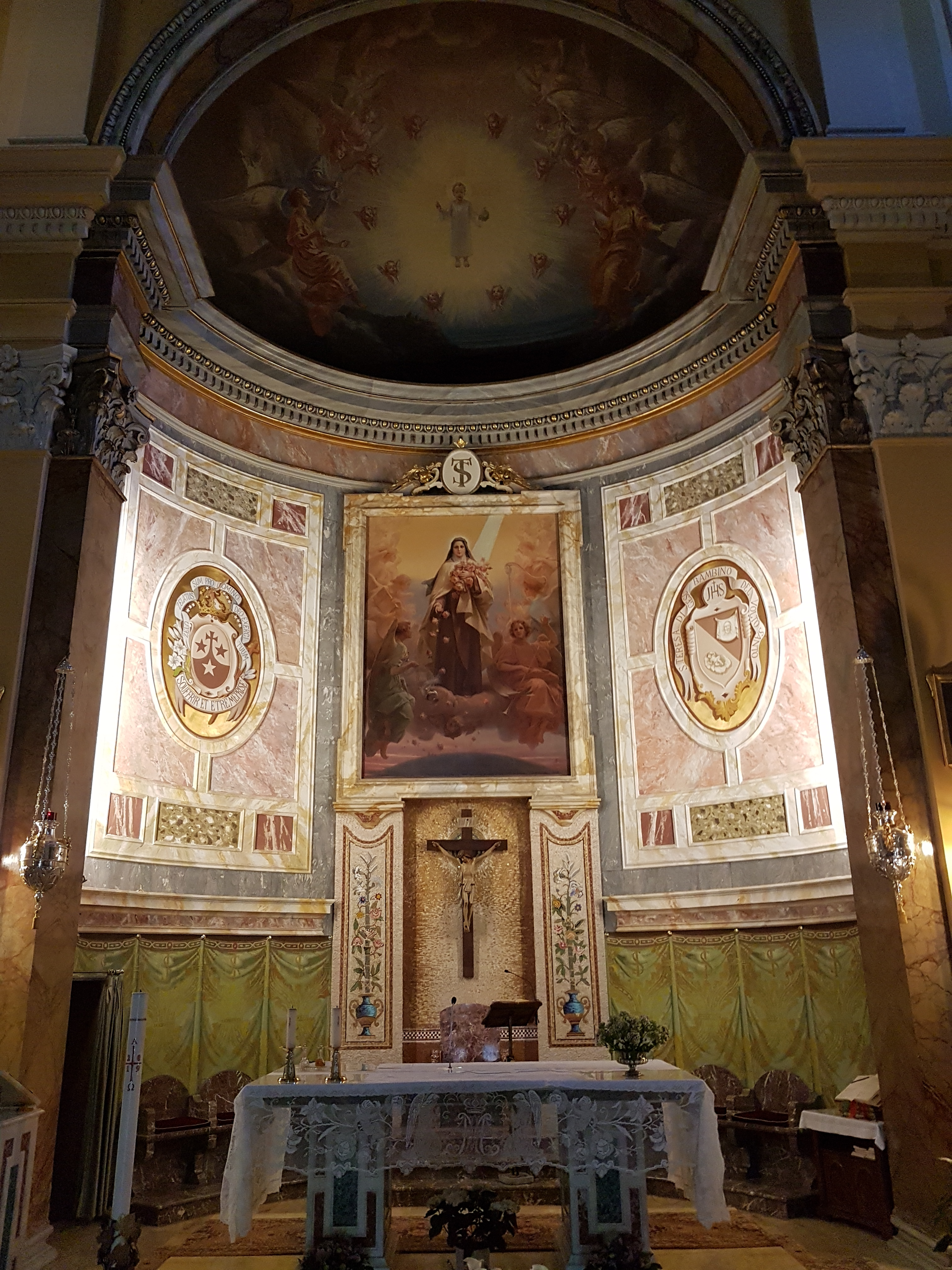
Vista do altar-mor.

A igreja foi construída com base no projeto do arquiteto Guglielmo Palombi entre 1929 e 1932 e dedicada a Santa Teresinha. A cripta foi inaugurada em 16 de maio de 1928 e a igreja, em 2 de outubro de 1932 numa cerimônia solene comandada pelo monsenhor Adeodato Giovanni Piazza. A igreja está, desde então, aos cuidados dos carmelitas descalços, cujo convento, adjacente, foi terminado em 1929.
Ela foi sede paroquial entre 6 de dezembro de 1952, data do decreto Omnium Ecclesiarum do cardeal-vigário Clemente Micara, até 30 de setembro de 2011.

## Descrição

### Arquitetura
A igreja é precedida por uma ampla escadaria de mármore por causa da cripta abaixo do piso da igreja. O interior tem o formato de cruz latina e conta com uma nave única. Na abside principal estão um quadro com a imagem de "Santa Teresinha Espalhando Flores", de E. Ballerini, e um afresco de "Santa Teresinha com o Menino Jesus", de G. Morgante. Nas absides laterais estão duas capelas dedicadas a Nossa Senhora do Carmo e ao Sagrado Coração de Jesus. No fundo da abside, à esquerda, está a capela das relíquias, construída em 1961 e que abriga um véu utilizado por Santa Teresinha quando ela veio a Roma para recebida pelo papa Leão XIII e receber a autorização para entrar para o Carmelo com apenas 15 anos.
Os altares laterais são provenientes de uma igreja demolida de Roma, Santa Maria in Macello Martyrum, que ficava no rione Monti. Nove vitrais multicoloridos de vidro antigo, criados em 1978 pelo artista Luciano Vinardi (Roma, 1934 - Sacrofano, 2015). Eles representam símbolos ligados ao progresso espiritual de Santa Teresinha, indicados por ela mesma em seus manuscritos, que contam a história do surgimento e desenvolvimento de sua vocação. Eles seriam, portanto, a "iluminação do espírito da santa; uma representação da experiência religiosa que ela vivenciou pela graça de Deus, a realização do desígnio divino nela, uma mensagem à humanidade de hoje, à qual a santa propõe como "pequena via da infância espiritual". A partir do primeiro vitral, na contrafachada, e seguindo para a direita, se sucedem os seguintes símbolos:

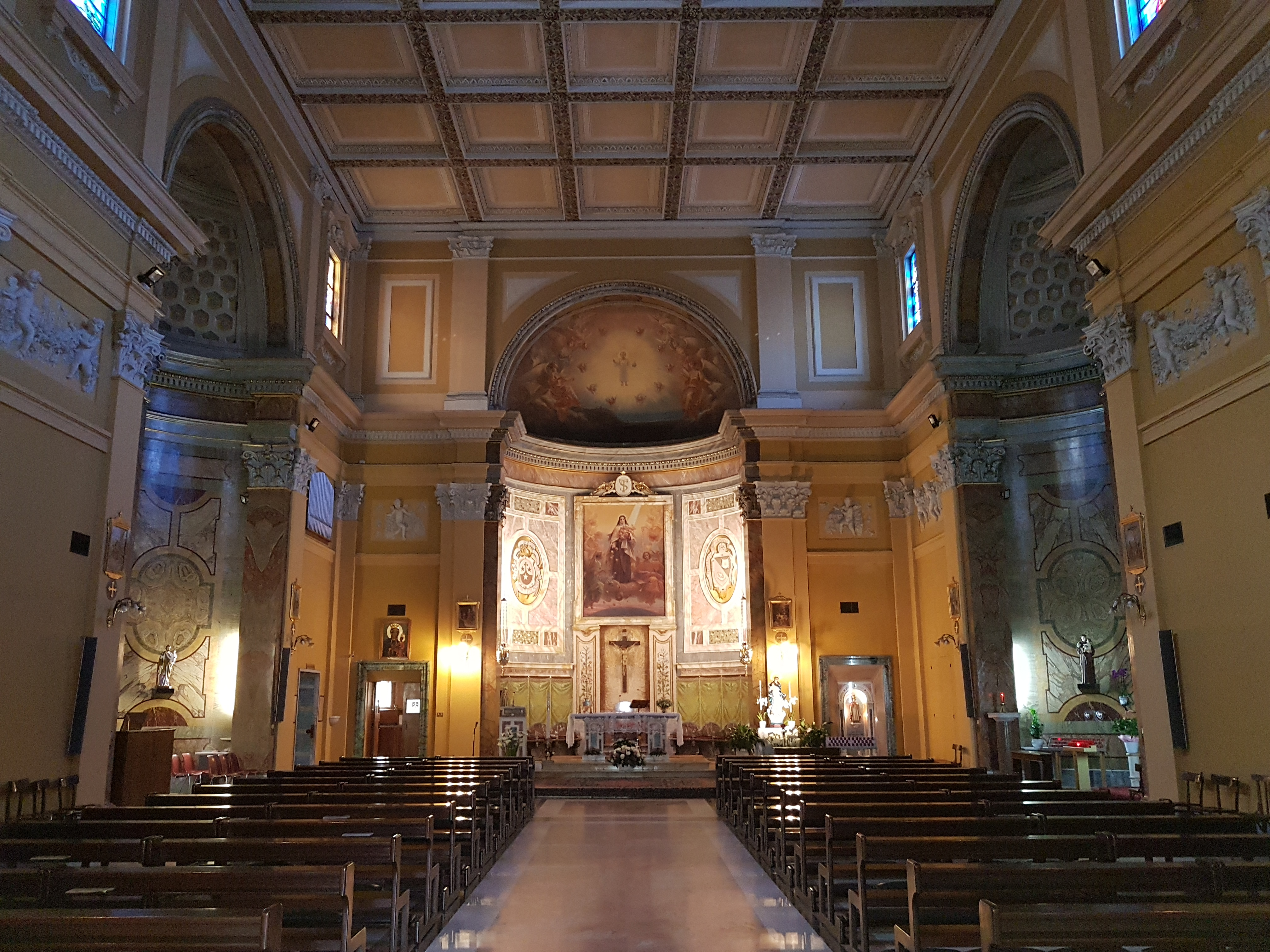
Vista do interior na direção do coro.

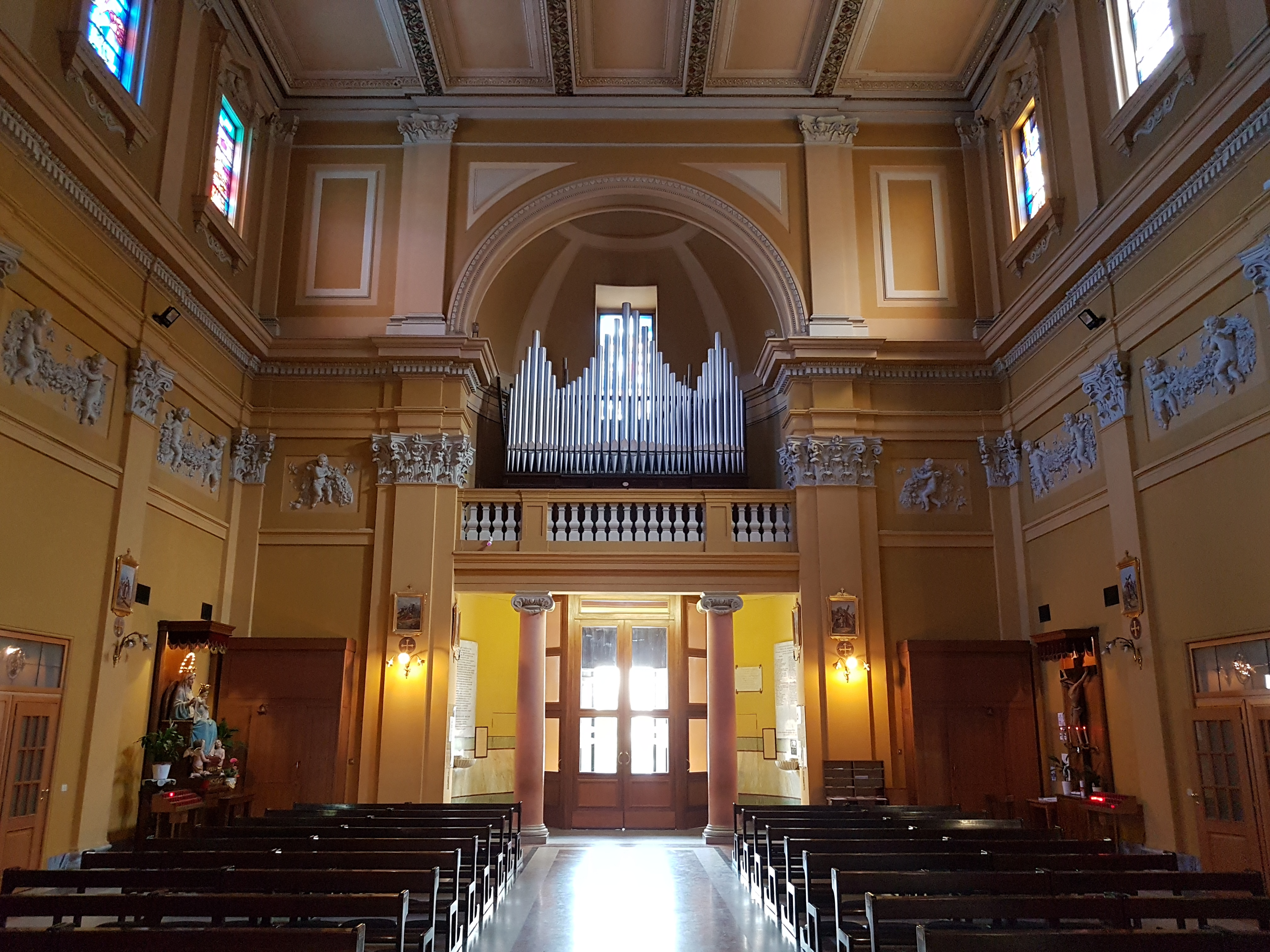
Vista do interior na direção da contrafachada, destacando o órgão de tubos.

- O nome da santa entre as estrelas (a letra "T")
- A "florzinha branca" (a flor)
- A queda da neve depois que ela pediu permissão ao seu pai no convento (a neve)
- A primeira vez que ela viu o mar (a vela de um barco)
- Derramando flores ao realizar pequenos sacrifícios (flores)
- A águia e o pardal
- Vítima do amor misericordioso
- O desejo do martírio
- "No coração da Igreja, serei amor".

A cripta conta com uma fileira dupla de colunas e um teto em caixotões.

### Órgão de tubos
O órgão de tubos desta igreja foi construído em 1953 por Agostino Benzi, de Crema, para celebrar a nova paróquia, criada no ano anterior. O instrumento foi, por conta do Jubileu de 1975, restaurado por Augusto Bevilacqua, que reconstruiu as transmissões, criou uma nova console e mudou o corpo expressivo, correspondendo ao segundo teclado, da cantoria sobre a entrada principal, onde estava, para o pequeno coro à esquerda da abside.